# Радгосп Металург
Радго́сп Металу́рг (рос. Совхоз Металлург) — мікрорайон міста Іжевська, столиці Удмуртії, Росія.
Знаходиться на лівому березі Позимі, за 1 км від її гирла, на півдні Іжевська. Включає в себе територію МТФ, його селище, фруктові сади, теплиці та будинок відпочинку. На сході, через невеличку річку, знаходиться великий лісовий масив, у якому база відпочинку. Мікрорайон має свою школу.
Знаходиться обабіч автодороги Іжевськ-Сарапул, від якої до мікрорайону прокладено вулицю. З центром міста з'єднане декількома автобусними маршрутами.

## Урбаноніми
- вулиці — Аграрна, Брянська, Демократична, Калузька, Ялтинська